# Puffinus lherminieri
La berta di Audubon (Puffinus lherminieri R. Lesson, 1839) è un uccello della famiglia dei Procellaridi originario del Nord Atlantico e dei Caraibi. È stata chiamata così da René-Primevère Lesson in onore del celebre ornitologo John James Audubon.

## Descrizione
Maestoso uccello marino con ali allungate e corpo aerodinamico, la berta di Audubon è superbamente adattata per scivolare sulle correnti ascensionali in alto mare. Misura 26–30 cm di lunghezza e ha un’apertura alare di 69 cm; pesa 200 g. Ha un becco lungo, sottile e dentellato, terminante con un piccolo uncino che le consente di catturare e trattenere anche i pesci più scivolosi. Meno adattata alla vita terrestre, la berta di Audubon ha zampe posizionate molto indietro sul corpo che forniscono solo un piccolo supporto, quindi al suolo si sposta annaspando goffamente sul petto.
La berta di Audubon presenta la colorazione caratteristica di tutte le berte, con regioni superiori marrone scuro e lati della faccia e parte anteriore del collo bianchi. Bianchi sono anche il ventre e il sottoala, dai margini bruni; questo colore è particolarmente evidente quando l’uccello è in volo. Il pulcino ha l’aspetto di una palla di piumino grigio.
Le berte sono note per la loro abitudine di scivolare sulla superficie dell’acqua, rasente alle onde, con le ali tenute rigide e immobili.

## Biologia
Sebbene al di fuori della stagione riproduttiva conduca vita generalmente solitaria, la berta di Audubon si raduna in stormi numerosi nelle aree dove pesci, calamari e crostacei sono presenti in abbondanza. Volando in circolo, localizza la sua preda e poi si tuffa a capofitto in acqua, utilizzando lo slancio per contrastare la galleggiabilità, e afferra la preda con il lungo becco dentellato. Come altri membri della famiglia dei Procellaridi, la berta di Audubon possiede una ghiandola del sale nel naso, che consente all’animale di espellere il sale in eccesso in seguito all’ingestione di acqua di mare.
Uccello che nidifica in colonie, la berta di Audubon depone un singolo uovo ogni 10-12 mesi in una cavità o in un cunicolo, così da proteggere il pulcino dai predatori aerei. Durante la stagione riproduttiva, i genitori di solito emergono dal nido di notte, quando il rischio di essere catturati dai predatori è minore. Il maschio e la femmina covano a turno l’uovo, che si schiude dopo circa 51 giorni. Entrambi i genitori si incaricano dell’alimentazione del pulcino. La berta di Audubon raggiunge la maturità sessuale a otto anni di età e generalmente si accoppia con lo stesso partner per tutta la vita, ritornando nello stesso sito di nidificazione anno dopo anno.

## Distribuzione e habitat
L’areale della berta di Audubon si estende attraverso l’oceano Atlantico occidentale, mar dei Caraibi e golfo del Messico compresi. Nidifica su alcune isole dei Caraibi e delle Bahamas, atolli corallini e scogli costieri dove edifica il nido su falesie e pendii ricoperti di terra. Trascorre la maggior parte della sua esistenza planando sul mare, in acque sia costiere che oceaniche.

## Tassonomia
Se ne riconoscono due sottospecie:
- P. l. lherminieri R. Lesson, 1839 - Indie Occidentali;
- P. l. loyemilleri Wetmore, 1959 - isolette al largo di Panama nell’angolo sud-occidentale del mar dei Caraibi.

## Nella cultura

Stemma di Saba

La berta di Audubon figura nello stemma di Saba, isola caraibica olandese.